# Ситала
Ситала́ (исп. Sitalá) — посёлок в Мексике, штат Чьяпас, входит в состав одноимённого муниципалитета и является его административным центром. Численность населения, по данным переписи 2020 года, составила 2091 человек.

## Общие сведения
Название Sitalá с языка науатль можно перевести как — колдун, рождающий страхи.
Поселение было основано в доиспанский период, а первое упоминание относится к XVI веку.
В 1659 году началась евангелизация местного населения.
10 августа 1712 года проживавшие в деревне цельтали присоединились к восстанию каст, которое было подавлено 21 ноября.